# Ord (Marvel Comics)
Ord è un personaggio dei fumetti pubblicati dalla Marvel Comics, è stato un supercriminale nemico degli X-Men.

## Biografia del personaggio
Alla sua prima apparizione, Ord è a capo di un gruppo di terroristi che prendono degli ostaggi all'interno del Chapman Building; gli X-Men, giunti sul posto, affrontano i criminali ed il loro capo, Ord riesce facilmente a sconfiggere gli X-Men, tuttavia viene sorpreso alle spalle da Lockheed, il piccolo drago alieno di Kitty Pryde che lo colpisce con una vampata di fuoco in pieno volto e lo costringe alla fuga; prima di fuggire, rivela di essere un alieno giunto dal pianeta Breakworld per testare le abilità dei mutanti. Tempo dopo, Ord penetra nell'Istituto Xavier per uccidere gli X-Men ma, non trovandoli, attacca due studenti Wing e Hisako; raggiunti gli X-Men nei laboratori della Benetech, ingaggia battaglia anche con loro fino a che non viene fermato da un redivivo Colosso, Ord sta per essere ucciso dagli X-Man ma sul campo di battaglia compaiono lo S.H.I.E.L.D. e Abigail Brand, la donna rivela che il popolo di Breakworld ha predetto che uno degli X-Men sarà responsabile dell'estinzione della vita sulla Terra e per scongiurare questo pericolo Ord ha aiutato la dottoressa Kavita Rao a creare una cura per il gene x. Durante le spiegazioni l'alieno cerca di fuggire ma viene fermato da Colosso e Wolverine e preso in custodia dallo S.H.I.E.L.D. In seguito, Ord, imprigionato nello spazio, viene informato dalla Brand che gli X-Men stanno affrontando una dura battaglia contro Danger, sarà proprio l'intelligenza artificiale a raggiungere l'alieno e rivelargli il nome del mutante predestinato a distruggere il pianeta, ovvero Colosso. Sfuggito dalla sua prigionia grazie a Danger, Ord raggiunge l'Istituto Xavier per cercare il mutante russo ma viene fermato da Hisako, Wolverine e Bestia, in quel momento gli X-Men e i due criminali scompaiono. Teletrasportati su una astronave dello S.W.O.R.D., l'agenzia per cui lavora la Brand, gli X-Men iniziano un viaggio verso Breakworld per scongiurare un attacco contro la Terra, Ord e Danger vengono neutralizzati ma l'alieno riesce a liberarsi e a contattare il suo popolo che circonda la navicella. Torturato dal tiranno del pianeta per aver fallito la sua missione, Ord scopre che la profezia è solo la messa in scena di un gruppo di rivoltosi, allora fugge e si immola per aiutare Colosso.

## Poteri e abilità
Ord possiede una forza sovrumana ed è in grado di volare, inoltre è anche abilissimo in molti tipi di lotta e nel maneggiare la sua arma prediletta: una specie di disco di metallo, tagliente e dotato di lame che può servire come arma da lancio o da corpo a corpo. Non è chiaro se questi attributi siano condivisi da tutti i membri della sua razza o siano il prodotto della tecnologia aliena che utilizza. La sua temperatura corporea è più bassa di quella umana.